# Oberer Neckar (Weinbaubereich)
Der Bereich Oberer Neckar ist der kleinste Weinbaubereich des Weinbaugebietes Württemberg und umfasst die Rebflächen im Tal der Ammer am Südrand des Schönbuches sowie im Neckartal um die Städte Tübingen, Rottenburg und Reutlingen. Nicht zum Bereich Oberer Neckar gehören die Rebflächen am Albtrauf um Neuffen und Metzingen, die dem Weinbaubereich Remstal-Stuttgart zugerechnet werden.

## Geschichte
Früher trennte man die Weinberge Altwürttembergs in Württembergisches Unterland und Oberland, die Trennlinie war die alte Stuttgarter Weinsteige. Der Weinbau im Bereich Oberer Neckar wird heute auf circa 30 Hektar betrieben. Die weitaus umfangreicheren und wertvolleren Weinberge besaß das Unterland, das klimatisch begünstigter ist. Die Weine des Oberlandes galten als qualitativ minderwertiger und vor allem als saurer.
Im Mittelalter war der Weinbau eine der Haupteinnahmequellen der bäuerlichen Bevölkerung und um ein Vielfaches größer. Durch Missernten, vor allem frostbedingt, war das Auskommen der dortigen Wengerter, welche im Volksmund auch als Gôgen oder Raupen bezeichnet werden, sehr unsicher, und sie waren häufig von Hungersnöten bedroht. Vom Raupentod war die Rede, wenn sich überschuldete Wengerter das Leben nahmen. Um 1800 wanderten viele nach Amerika aus oder wandten sich anderen Erwerbsquellen zu.
Bis in die 1970er Jahre befand sich der Tübinger Weinbau auf dem Rückzug und drohte fast ganz auszusterben. Mit der Weingesetzänderung 1971 war strittig, ob man den Rebflächen um Tübingen überhaupt den Rang für Qualitätsweinbau zuerkennen wollte, was aber dann doch geschah.

## Heutiger Weinbau
Seit 1990 konnte sich der Weinbau aber stabilisieren und erfuhr durch das Qualitätsstreben der fast ausschließlich im Nebenerwerb tätigen Wengerter einen erheblichen Aufschwung und Imagegewinn. Viele Rebflächen wurden nach heutigen Qualitätsgesichtspunkten neu angelegt und Brachflächen zum Teil wieder aufgerebt. Es gibt im Gebiet aber bis heute keine Rebflurbereinigung. Auch durch die Klimaerwärmung konnten in den letzten Jahren gute bis sehr gute Ernten eingefahren werden.
Zudem wurde ein örtlicher Weinbauarbeitskreis gegründet, der zur Weiterbildung der Nebenerwerbswengerter dient. Es gibt keine Weingärtnergenossenschaften im Gebiet, die Erzeuger nehmen ihre Vermarktung selbst in die Hand und verkaufen die Weine entweder offen im Ausschank in Besenwirtschaften oder als Flaschenwein.
Anbauschwerpunkte liegen bei Wurmlingen (Einzellage Wurmlinger Kapellenberg), Tübingen-Hirschau und Tübingen-Unterjesingen sowie Ammerbuch-Breitenholz. Die ehemaligen Weinberge in Herrenberg und Pfullingen sind mittlerweile der Bebauung zum Opfer gefallen oder werden als Obstgrundstücke und Freizeitgärten genutzt. Oft lassen alte Terrassenmauern noch die frühere Nutzung als Weinberg erahnen.
Der Bereich Oberer Neckar ist großlagenfrei und in folgende Einzellagen gegliedert:
| - Entringen Pfaffenberg - Breitenholz Hinterhalde - Rottenburg Kapellenberg - Wurmlingen Kapellenberg | - Wendelsheim Kapellenberg - Tübingen Sonnenhalde - Hirschau Sonnenhalde - Unterjesingen Sonnenhalde |